# 勒特龙谢
勒特龙谢（法語：Le Tronchet，法語發音：[lə tʁɔ̃ʃɛ]）是法国伊勒-维莱讷省的一个市镇，属于圣马洛区。

## 地理
勒特龙谢（48°29'10"N, 1°50'11"W）面积11.35 平方千米，位于法国布列塔尼大區伊勒-维莱讷省，该省份为法国西北部沿海省份，位于布列塔尼半岛东部，北濒大西洋，西接阿摩尔滨海省和莫尔比昂省，南至大西洋卢瓦尔省，西南端接曼恩-卢瓦尔省，东临马耶讷省，东北与芒什省接壤。
与勒特龙谢接壤的市镇（或旧市镇、城区）包括：巴盖尔莫尔旺、博讷曼、米尼亚克莫旺、普莱盖尔、梅尼勒罗克。

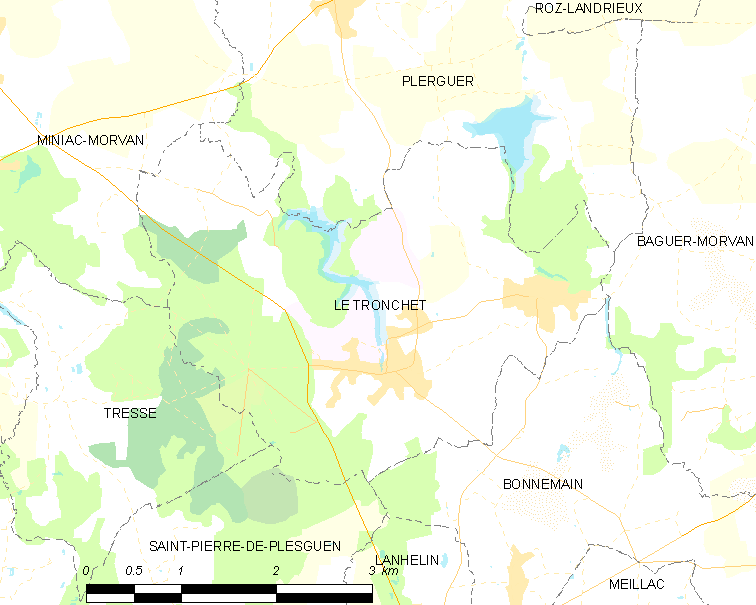
勒特龙谢的OSM定位图

勒特龙谢的时区为UTC+01:00、UTC+02:00（夏令时）。

## 行政
勒特龙谢的邮政编码为35540，INSEE市镇编码为35362。

## 政治
勒特龙谢所属的省级选区为布列塔尼地区多勒县。

## 人口

1962-2008年间勒特龙谢人口变化图示

勒特龙谢于2022年1月1日时的人口数量为1204人。